# Божество реки
«Божество реки» — роман южноафриканского писателя Уилбура Смита, написанный в 1993 году. В нём рассказывается история талантливого раба-евнуха по имени Таита, описывается его жизнь в Египте, бегство Таиты вместе с населением страны от вторжения гиксосов и их последующее возвращение. Роман может быть сгруппирован с другими книгами Смита о Древнем Египте: «Седьмой свиток», «Чародей» и «Миссия». Произведение было впервые опубликовано в 1994 году.

## Сюжет
Божество реки» повествует о судьбе Египетского царства глазами Таиты, талантливого и высоко квалифицированного раба-евнуха. Таита принадлежит вельможе Интефу, визирю фараона; одной из его обязанностей является присмотр за молодой дочерью визиря Лострой. Помимо этого, Таита играет важную роль в управлении громадным хозяйством своего владельца.
Фараон Египта не имеет наследника мужского пола, и Таита невольно заставляет фараона заинтересоваться Лострой. Однако Лостра влюблена в молодого и красивого военачальника Тана, которого ненавидит вельможа Интеф. В конце концов, фараон женится на Лостре, и её отец вынужден отдать ей Таиту в качестве свадебного подарка.
Между тем, Тан вызвал гнев фараона, открыто говоря о проблемах Египта — в первую очередь, о бандах мародёров, которые терроризируют всех, кто путешествует за пределами крупных городов. Фараон осуждает Тана на смерть за свои действия, но разрешает искупить вину, приказав ему уничтожить всех бандитов в Египте в течение двух лет. В случае, если по истечении срока Тан не сможет справиться с поставленной задачей, его ждёт смерть через удушение на следующем празднике Осириса.
Тан, с помощью Таиты выслеживает и захватывает главарей бандитов. Выясняется, что их лидер — это вельможа Интеф. С Тана снимается смертный приговор, но Интефу удаётся скрыться прежде, чем он может быть наказан за свои преступления. После объявления приговора Интефу поднявшаяся буря позволяет Лостре и Тану тайно провести время вдвоём. За это время Лостра зачинает от Тана первенца, и, прежде чем секрет может быть раскрыт, Таита заставляет Лостру вернуться к её обязанностям в качестве жены царя. Рождённый ребёнок получает имя Мемнон и объявляется сыном фараона. Истинное отцовство известно только Лостре, Таите и Тану.
Но новая угроза нависает над царством — воинственные гиксосы. Их войска передвигаются на лошадях, впряжённых в колесницы, и вооружены изогнутыми луками, которыми не обладает египетская армия. Убийство фараона заставляет большинство египетской знати (в том числе, Лостру, Тана и Таиту) бежать вверх по Нилу.
Во время изгнания Лостра рожает от Тана двоих детей, но их отношения по-прежнему держатся в секрете. Таита объявляет, что дети рождаются от призрака фараона. В изгнании египетская армия обретает техническое превосходство: Таита перенимает изобретение гиксосов — колесницы, а также совершенствует египетские луки.
Во время поиска подходящего места для захоронения тела фараона, Таита взят в плен одним из эфиопских вождей — жестоким Аркуном. В плену Таита сближается с пленницей Масарой, дочерью одного из соперника вождя. Таита в конце концов убегает из плена во время наводнения, находит отца Масары и заключает с ним сделку, чтобы спасти девушку. Тан и Мемнон во главе египетской армии побеждают Аркуна. Тана смертельно ранят во время боя, и он умирает. Масара и Мемнон влюбляются друг в друга и женятся, получив в качестве свадебного подарка несколько тысяч лошадей, которых идут на дальнейшее развитие египетской армии. Под руководством своего нового фараона Тамоса (бывшего Мемнона) они возвращаются в Египет. При помощи новых видов оружия и тактики, они побеждают захватчиков гиксосов и восстанавливают Верхнее Царство Египта от Элефантины до Фив.
Войска Тамоса торжественно входят в Фивы, а Таита мчится в Элефантину, чтобы сообщить царице Лостре радостную весть о победе фараона. Лостра смертельно больна, но успевает увидеть так любимый ею родной город. В последний раз ради своей госпожи Таита входит в особый транс, позволяющий увидеть будущее. Он предрекает долгий путь Египта к объединению враждующих земель и невероятное величие государства в будущем. Лостра умирает на руках своего преданного слуги. Последнее, что он мог сделать для той, которую так любил, оставить память о ней в рассказе, записанном на свитках, затем навеки погребеённых вместе с царицей.

## Действующие персонажи
- Таита — раб-евнух, сведущий в науках и искусствах, от лица которого ведётся повествование.
- Лостра (в оригинале Lostris) — дочь вельможи Интефа.
- Тан — военачальник египетской армии, возлюбленный Лостры.
- Мемнон — сын Лостры и Тана, но официально — сын фараона.
- Масара — жена Мемнона.
- Вельможа Интеф — коррумпированный визирь фараона, также является главой банды разбойников.
- Расфер — жестокий помощник вельможи Интефа.
- Фараон Мамос — царь Египта, законный муж Лостры.

## Дополнительные сведения
Смит так описал своё вдохновение для написания книги:

Я сидел в Карнакском храме на берегу Нила, садилось солнце, и я был совсем один, и большой Гипостильный зал был полнон теней и призраков прошлого, и вдруг я услышал тихий голос: «Меня зовут Таита, запиши мой рассказ»… И если вы поверите в это, вы поверите чему угодно!
Он также сказал, что идея пришла ему в 1988 году, когда он узнал об открытии гробницы ранее неизвестной египетской царицы, умершей в 1780 году до новой эры. Учёный, который вёл раскопки на западном берегу Нила, пригласил Смита для помощи в переводе драгоценных свитков, найденных в скрытой нише.

## Историческая точность
Роман содержит две страницы послесловия, в котором Смит утверждает, что роман основан на нескольких свитках, обнаруженных в египетской гробнице, которая датируется приблизительно 1780 годом до нашей эры. Свитки были обнаружены египтологом доктор Дураидом Аль-Симма, который передал переводы Смиту, чтобы тот мог включить информацию в свой роман. Это ложное утверждение, как Смит позже признаётся в послесловии продолжения, в романе «Седьмой Свиток».
Центральный конфликт романа — вторжение гиксосов, которое состоялось примерно через 100 лет после заявленной даты — 1780 года. 1780 год — это примерное начало XIII династии Египта. Вторжение же гиксосов пришлось на правление XV династии Египта. Таким образом, является маловероятным, что персонажи и события в романе списаны с конкретных персонажей и событий в истории.
Спорным эпизодом в романе является появление необычного «синего» меча, принадлежащего Аркуну. Автор утверждает, что меч стальной, но первые стальные клинки датируются XIII в. до Р. Х. Металлургическое железо в указанный период умели изготавливать только хатты, однако меч из метеоритного железа мог быть изготовлен и в 1780 г. до н. э. — впрочем, боевыми качествами он нисколько не превосходил бы бронзовые мечи.
Роман правильно указывает, что именно гиксосы познакомили Египет с лошадьми (видимо, имеется в виду — с практикой использования в военных целях чистокровных породистых лошадей, так как до этого египтяне уже были знакомы с колесницами, но запрягали в них более выносливых, но не таких быстрых мулов, так как, видимо, не имели лошадей соответствующих пород; наличие мулов однозначно говорит и о наличии лошадей, так как мулов получают гибридизацией лошади и осла, сами они бесплодны). Другая технология — изогнутый лук — также была привнесена в Египет гиксосами.